# Kirche Ohmstede

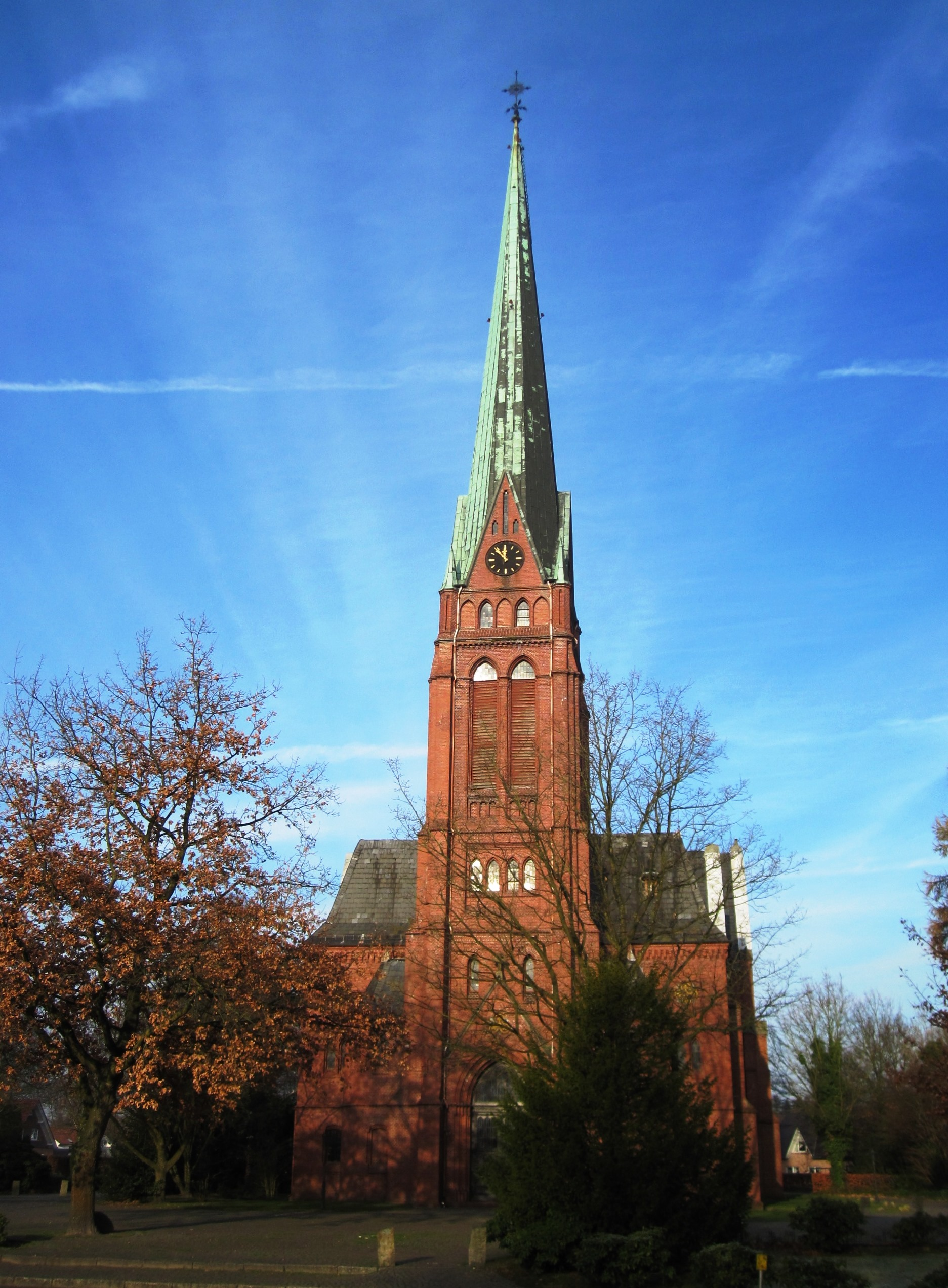
Kirche Ohmstede

Die evangelisch-lutherische Kirche Ohmstede steht in der Rennplatzstraße von Ohmstede, einem Stadtteil der kreisfreien Stadt Oldenburg (Oldb) in Niedersachsen. Die Kirchengemeinde gehört zum Kirchenkreis Oldenburg Stadt der Evangelisch-Lutherischen Kirche in Oldenburg.

## Beschreibung
Die neugotische Hallenkirche aus Backsteinen wurde nach einem Entwurf von Ludwig Freese 1901 gebaut. Aus städtebaulichen Gründen ist sie nicht geostet, sondern genordet. An Kirchturm im Süden schließt sich das Langhaus mit zwei Jochen an, das aus einem breiten Mittelschiff und zwei schmalen Seitenschiffen besteht. Vor dem eingezogenen Chor im Norden, der einen dreiseitigen Abschluss hat, befindet sich ein Querschiff. Der rechteckige hohe Turm hat an den Ecken Strebepfeiler. Sein Portal, bekrönt mit einem Wimperg, hat ein spitzbogiges Gewände. Auf jeder Seite befinden sich je zwei lanzettförmige Klangarkaden. Das darüber liegende, mit Blendarkaden verzierte niedrige Geschoss setzt sich in Giebeln mit ansteigenden Bogenfriesen über den Zifferblättern der Turmuhr fort. Bedeckt ist der Turm mit einem achtseitigen spitzen Helm. Die von Strebepfeilern gestützten Seitenschiffe haben dreibahnige Fenster, die Dreiecksgiebel haben ansteigende Bogenfriese. Am Querhaus ist die Gliederung ähnlich, die Maßwerkfenster werden von Sechspässen bekrönt. Der Chor hat ebenfalls Maßwerkfenster. 
Das Mittelschiff ist mit einem Kreuzrippengewölbe, die gangartig schmalen Seitenschiffe sind quer mit Tonnengewölben überspannt. Im Westen befindet sich  die Empore für die Orgel, in den Seitenschiffen und dem Querhaus sind weitere Emporen. Die bauzeitliche Kirchenausstattung ging verloren. Fast alle Fenster wurden 1945 infolge einer Explosion einer Fliegerbombe zerstört. Sie wurden erst 1954 ersetzt. Im Zuge der Renovierung in den 1960er Jahren wurde der ursprüngliche, pseudogotischen, geschnitzte Altar durch eine Holzplatte auf zwei gemauerten Ziegelpfeilern ersetzt.

## Orgel
Die Orgel mit 27 Registern auf zwei Manualen und Pedal wurde 1969 von der Karl Schuke Berliner Orgelbauwerkstatt gebaut. Sie verfügt über eine mechanische Spieltraktur und pneumatische Registertraktur mit Schleifladen. Die Disposition lautet wie folgt:
| I Hauptwerk C–g3 |       |
| Quintade         | 16′   |
| Principal        | 8′    |
| Spielflöte       | 8′    |
| Oktave           | 4′    |
| Rohrflöte        | 4′    |
| Nassat           | 2 ⁄3′ |
| Oktave           | 2′    |
| Flachflöte       | 2′    |
| Mixtur V–VI      |       |
| Trompete         | 8′    |

| II Oberpositiv C–g3 |       |
| Metallgedackt       | 8′    |
| Principal           | 4′    |
| Nachthorngedackt    | 4′    |
| Oktave              | 2′    |
| Sesquialtera II     |       |
| Quinte              | 1 ⁄3′ |
| Sifflöte            | 1′    |
| Scharff IV          |       |
| Trichterregal       | 8′    |
| Tremulant           |       |

| Pedal C–f1   |     |
| Principal    | 16′ |
| Subbaß       | 16′ |
| Oktave       | 8′  |
| Gedackt      | 8′  |
| Choralbaß    | 4′  |
| Hintersatz V | 2′  |
| Posaune      | 16′ |
| Klarine      | 4′  |

- Koppeln: II/I, I/P, II/P
- Spielhilfen: zwei freie Kombinationen.